# Trechalea macconnelli
Trechalea macconnelli là một loài nhện trong họ Trechaleidae.
Loài này thuộc chi Trechalea. Trechalea macconnelli được Mary Agard Pocock miêu tả năm 1900.